# Urgleptes ozophagus
Urgleptes ozophagus là một loài bọ cánh cứng trong họ Cerambycidae.